# May-Éliane de Lencquesaing
May-Éliane de Lencquesaing, född Miailhe 17 maj 1925 i Bordeaux, Gironde, är en fransk vinproducent.

## Biografi
May-Éliane de Lencquesaing tillhör en av Bordeauxs äldsta vinodlarfamiljer, Miailhe. 1978 tog hon över familjens vinslott  Château Pichon Longueville Comtesse de Lalande och översåg flera prisbelönta årgångar. 1997 köpte hon grannslottet Château Bernadotte av svenska ägarna Curt och Gunhild Eklund som hon utvecklade. 2007 sålde de Lencquesaing de båda slotten till Louis Roederer. Sedan 2003 äger hon en vingård i Sydafrika.

## Familj
May-Éliane de Lencquesaing var gift med general Hervé Jacques-Albéric de Lencquesaing. De fick fyra barn.

## Utmärkelser
- Officerare av Hederslegionen, 22 april 2011.[3]
- Riddare av Hederslegionen, 10 januari 1997.